# Thong Lan
Thong Lan (tiếng Thái: สมเด็จพระเจ้าทองลัน), là vua thứ 4 của Vương quốc Ayutthaya trong lịch sử Thái Lan.
Là con trai của tiền vương Borommaracha I và là thành viên của Vương tộc Suphannaphum, Thong Lan đã kế vị cha mình lên ngôi vua Ayutthaya vào năm 750 lịch Chu La (tức Phật lịch 1931, Tây lịch 1388 hoặc 1389) khi mới 15 tuổi. Tuy nhiên vị vua xấu số chỉ trị vì được có 7 ngày trước khi bị lật đổ và xử tử bởi một cuộc đảo chính dẫn đầu bởi người họ hàng là Ramesuan thuộc gia tộc Vương tộc Uthong.
Thong Lan là vị vua đầu tiên của Ayutthaya bị xử tử.

## Tên gọi
Vị vua trẻ tuổi được gọi là Thong Lan (tiếng Thái: ทองลัน; Bản mẫu:Ipa-th) trong hầu hết các tư liệu lịch sử, bao gồm Biên niên sử Bảo tàng Anh, the Biên niên sử Luang Prasoet, and the Biên niên sử Phan Channumat.
Thong (tiếng Thái: ทอง) có nghĩa là "vàng" trong tiếng Thái. Lan (tiếng Thái: ลัน) là một từ cổ mà ý nghĩa của nó không được biết đến.
Sử gia Suchit Wongthet (tiếng Thái: สุจิตต์ วงษ์เทศ) bày tỏ quan điểm lan rằng cái tên lan là một thuật ngữ Thái–Lào thời cổ xưa, chỉ một loại "bẫy lươn làm bằng tre". Nhà sử học này cũng cho rằng việc đặt tên người theo dụng cụ bẫy động vật là một tục lệ cổ xưa, trích dẫn tên riêng của Vua Rama I, tức Thong Duang (tiếng Thái: ทองด้วง), nghĩa là cái bẫy bằng vàng.
Biên niên sử Bradley lại cho rằng cái tên Thong Lan (tiếng Thái: ท้องลั่น; Bản mẫu:Ipa-th; "tiếng khóc của dạ dày").
Ngoài ra theo Biên niên sử Phonnarat và Biên niên sử Hoàng gia Chronicle., thì tên của ông lại là Thong Chan (tiếng Thái: ทองจันทร์; Bản mẫu:Ipa-th; "trăng vàng"). Gần sát với quan điểm này là Biên niên sử Minor Wars, gọi nhà vua theo tên tiếng bằng Pali là Suvaṇṇacanda (theo chữ Thái: สุวณฺณจนฺท; cũng có nghĩa là "trăng vàng").
Biên niên sử Van Vliet, một tài liệu được viết bởi học giả người Hà Lan Jeremias Van Vliet vào năm 1640 gọi ông là Thong t'Jan.

## Gia đình
Tất cả các tài liệu lịch sử đều nói Thong Lan là con trai của vua Borommaracha I.

## Cuộc đời

### Bối cảnh chính trị
Vương quốc Ayutthaya được thành lập bởi sự chung tay của hai dòng họ là Uthong va Suphannaphum, những người có mối liên hệ với nhau qua hôn nhân. Quốc vương đầu tiên của Ayutthaya, Ramathibodi I, đến từ nhà Uthong. Ông đã bổ nhiệm con trai mình, Ramesuan, đến cai trị Lop Buri. lại đem đất Suphan Buri khoán cho người anh em vợ là Boromracha I thuộc dòng họ Suphannaphum.
Năm 731 lịch Chula (Phật lịch 1912, Tây lịch 1369 hoặc 1370), Ramathibodi I tạ thế. Ramesuan từ Lop Buri quay về Ayutthaya để kế vị. Nhưng chưa đầy một năm thì Borommaracha đem quân từ Suphan Buri đến Ayutthaya giành ngôi. Ramesuan sau đó đã phải "dâng tặng" ngai vàng cho người dượng rồi trở về cai quản Lop Buri như trước.

### Trị vì
Năm 750 lịch Chula (Phật lịch 1931, Tây lịch 1388/89), Borommaracha I dẫn quân tấn công Chakangrao. Nhưng rồi nhà vua bị bệnh và chết trên tuyến hành quân. Hoàng tử Thong Lan vì thế được đưa lên kế vị ngai vàng  của Vương quốc Ayutthaya.
Biên niên sử Thái Lan ghi rằng Thong Lan 15 tuổi khi lên ngôi. Based on this information, Dựa trên thông tin này, Thong Lan có thể sinh vào năm 735 lịch Chula (tức năm 1373 hoặc 1374). Song theo Biên niên sử Van Vliet thì khi lên ngôi ông đã 17 tuổi.
Sau khi Thong Lan trị vì được bảy ngày, Cựu vương Ramesuan đem quân từ Lop Buri quay về Ayutthaya để chiếm lại ngai vàng. Ramesuan đã ra lệnh xử tử Thong Lan tại một ngôi chùa có tên là Wat Khok Phraya (tiếng Thái: วัดโคกพระยา). Thong Lan đã bị giết bằng cách một cây gậy làm bằng gỗ đàn hương đánh vào cổ, đó được coi là cách hành hình của người Thái đối với những nhân vật có dòng máu tôn quý. Ramesuan sau đó bước lên ngai vàng Ayutthaya lần thứ hai.
Sử gia Damrong Rajanubhab đã đưa ra một giả thuyết rằng: Boromracha I đã mang quân đội của mình đến Ayutthaya vào năm 732 lịch Chula vì một số vấn đề chính trị mà Ramesuan không thể giải quyết. Hai người có thể đã thỏa thuận rằng Ramesuan sẽ nhường quyền cai trị Ayutthaya cho Boromracha, đổi lại bản thân sẽ là trữ quân kế nhiệm. Nhưng khi có vẻ như thỏa thuận đã bị vi phạm và Boromracha lại truyền ngôi cho con trai mình - Thong Lan. Vì thế Ramesuan đã dùng vũ lực để chiếm lấy ngai vàng và giết chết Thong Lan.
Các học giả hiện đại có suy nghĩ ngược lại. Suchit Wongthet (tiếng Thái: สุจิตต์ วงษ์เทศ) bày tỏ quan điểm rằng việc Boromracha đến Ayutthaya cùng quân đội rõ ràng là để "giành ngôi bằng vũ lực" (tức đảo chính theo thuật ngữ hiện đại), và Ramesuan trở về Lop Buri nhằm mục đích tích lũy thêm quyền lực và chờ cơ hội phản công. Pramin Khrueathong (tiếng Thái: ปรามินทร์ เครือทอง) cũng tin rằng Boromracha đã dùng vũ lực để ép Ramesuan rời khỏi ngai vàng, và rằng đây có thể là lý do khiến Ramesuan căm hận và trút mối oán thù lên đầu con trai nhỏ của Boromracha - tức Thong Lan, để rồi giết chết đứa trẻ một cách dã man.
Những sự kiện này là một phần của một loạt các cuộc xung đột giữa hai gia tộc Uthong va Suphannaphum. Tình trạng này sẽ còn kéo dài đến khi Suphannaphum giành được chiến thắng quyết định trước nhà Uthong vào cuối triều đại của vua Ramracha, để rồi cai trị Ayutthaya thêm hơn một thế kỷ rưỡi tiếp theo (1409 - 1569).

## Tổ tiên
| \| \| \| \| \| \| \| \| 4. Tiên vương của dòng họ Uthong \| \| \| \| \| \| \| \| \| \| \| \| \| \| \| \| \| \| \| \| \| \| \| \| \| \| \| \| \| \| \| \| \| \| \| \| \| \| \| \| \| \| 2. Vua Borommaracha I của Ayutthaya \| \| \| \| \| \| \| \| \| \| \| \| \| \| \| \| \| \| \| \| \| \| \| \| \| \| \| \| \| \| \| \| \| \| \| \| \| \| \| \| \| \| \| \| \| \| \| \| \| \| \| \| \| \| \| \| \| \| \| \| \| \| \| \| \| \| \| \| \| \| \| \| \| \| \| \| \| \| \| \| \| \| \| \| \| \| \| \| \| \| \| \| \| \| \| \| 1. Vua Thonglan của Ayutthaya \| \| \| \| \| \| \| \| \| \| \| \| \| \| \| \| \| \| \| \| \| \| \| \| \| \| \| \| \| \| \| \| \| \| |                                     |  |  |  |  |  |                                  |  |  |  |
| |                                     |  |  |  |  |  | 4. Tiên vương của dòng họ Uthong |  |  |  |
| |                                     |  |  |  |  |  |                                  |  |  |  |
| |                                     |  |  |  |  |  |                                  |  |  |  |
| |                                     |  |  |  |  |  |                                  |  |  |  |
| | 2. Vua Borommaracha I của Ayutthaya |  |  |  |  |  |                                  |  |  |  |
| |                                     |  |  |  |  |  |                                  |  |  |  |
| |                                     |  |  |  |  |  |                                  |  |  |  |
| |                                     |  |  |  |  |  |                                  |  |  |  |
| |                                     |  |  |  |  |  |                                  |  |  |  |
| |                                     |  |  |  |  |  |                                  |  |  |  |
| |                                     |  |  |  |  |  |                                  |  |  |  |
| |                                     |  |  |  |  |  |                                  |  |  |  |
| | 1. Vua Thonglan của Ayutthaya       |  |  |  |  |  |                                  |  |  |  |
| |                                     |  |  |  |  |  |                                  |  |  |  |
| |                                     |  |  |  |  |  |                                  |  |  |  |